# Campeonato Oceánico de Ciclismo en Ruta
El Campeonato Oceánico de Ciclismo en Ruta es el campeonato oceánico de ciclismo en ruta para los países miembros de la Confederación Oceánica de Ciclismo, llevándose a cabo pruebas tanto masculinas como femeninas y siendo para ciclistas élite y sub-23. 
Se crearon en 2005 y su primera edición (en ruta y contrarreloj masculina) fue la misma prueba de los Juegos Oceánicos. Desde el 2007 se empezaron a disputar en el resto de categorías aunque no siempre en las mismas fechas, de hecho en algunos años se han disputado dos ediciones en el caso masculino cada una correspondiente a diferente temporada del UCI Oceania Tour. La edición masculina en ruta correspondiente al UCI Oceania Tour 2009-2010 no se disputó.

## Palmarés

### Competiciones masculinas

#### Ciclismo en ruta
| Edición          | Oro             | Plata              | Bronce             |
| ---------------- | --------------- | ------------------ | ------------------ |
| 2005             | Gordon McCauley | Phillip Thuax      | Geoffrey Burndred  |
| 2006             | No se disputó   | No se disputó      | No se disputó      |
| 2007 (mayo)      | Robert McLachan | David Peel         | Ashley Whitehead   |
| 2007 (noviembre) | Hayden Roulston | Joseph Chapman     | Paul Odlin         |
| 2008             | No se disputó   | No se disputó      | No se disputó      |
| 2009             | Tommy Nankervis | Matt Marshall      | Alex McGregor      |
| 2010             | No se disputó   | No se disputó      | No se disputó      |
| 2011             | Ryan Obst       | Sam Rutherford     | Steele Von Hoff    |
| 2012             | Paul Odlin      | Nick Aitken        | Mark O'Brien       |
| 2013             | Cameron Meyer   | Damien Howson      | Jack Anderson      |
| 2014             | Luke Durbridge  | Robert Power       | Bernard Sulzberger |
| 2015             | Taylor Gunman   | Jordan Kerby       | Daniel Barry       |
| 2016             | Sean Lake       | Brendan Canty      | Mark O' Brien      |
| 2017             | Sean Lake       | Neil Van Der Ploeg | Jesse Featonby     |
| 2018             | Chris Harper    | James Whelan       | Cyrus Monk         |
| 2019             | Benjamin Dyball | Jason Christie     | Chris Harper       |
| 2020-2021        | No se disputó   | No se disputó      | No se disputó      |
| 2022             | James Fouché    | Brady Gilmore      | Thomas Sexton      |
| 2023             | Liam Walsh      | Brady Gilmore      | Thomas Sexton      |
| 2024             | Ryan Cavanagh   | Matthew Greenwood  | Aaron Gate         |

#### Contrarreloj
| Edición          | Oro              | Plata                  | Bronce           |
| ---------------- | ---------------- | ---------------------- | ---------------- |
| 2005             | Gordon McCauley  | Robin Reid             | Aaron Strong     |
| 2006             | No se disputó    | No se disputó          | No se disputó    |
| 2007 (mayo)      | Cameron Wurf     | David Pell             | Robert McLachan  |
| 2007 (noviembre) | Gordon McCauley  | Joseph Cooper          | Reon Park        |
| 2008             | No se disputó    | No se disputó          | No se disputó    |
| 2009 (febrero)   | Chris Jongewaard | David Pell             | Chris Martin     |
| 2009 (noviembre) | Drew Giin        | Logan Dennis Hutchings | Simon Croon      |
| 2010             | No se disputó    | No se disputó          | No se disputó    |
| 2011             | William Dickeson | David Pell             | Nick Bensley     |
| 2012             | Sam Horgan       | Paul Odlin             | Michael Cupitt   |
| 2013             | Paul Odlin       | Benjamin Dyball        | Joseph Cooper    |
| 2014             | Joseph Cooper    | William Clarke         | Lachan Norris    |
| 2015             | Michael Hepburn  | Craig Evers            | Cameron Wurf     |
| 2016             | Sean Lake        | Joseph Cooper          | Benjamin Dyball  |
| 2017             | Sean Lake        | Benjamin Dyball        | Hamish Bond      |
| 2018             | Hamish Bond      | Sean Lake              | James Ogilvie    |
| 2019             | Benjamin Dyball  | Jason Christie         | Michael Freiberg |
| 2020-2021        | No se disputó    | No se disputó          | No se disputó    |
| 2022             | Aaron Gate       | Thomas Sexton          | Michael Freiberg |
| 2023             | Thomas Sexton    | Jordan Villani         | Riley Fleming    |
| 2024             | Aaron Gate       | Oliver Stenning        | Benjamin Dyball  |

#### Ciclismo en rutasub-23
| Edición   | Oro               | Plata                | Bronce              |
| --------- | ----------------- | -------------------- | ------------------- |
| 2007      | Blair James       | Clinton Robert Avery | Alexander Meenhorst |
| 2008      | No se disputó     | No se disputó        | No se disputó       |
| 2009      | Michael Matthews  | Mat Marshall         | Alex McGregor       |
| 2010      | No se disputó     | No se disputó        | No se disputó       |
| 2011      | Ryan Obst         | Nathan Haas          | Stuart Smith        |
| 2012-2013 | No se disputó     | No se disputó        | No se disputó       |
| 2014      | Robert Power      | Robert-Jon McCarthy  | George Tansley      |
| 2015-2016 | No se disputó     | No se disputó        | No se disputó       |
| 2017      | Lucas Hamilton    | Jai Hindley          | Michael Storer      |
| 2018      | James Whelan      | Cyrus Monk           | Jason Lea           |
| 2019      | Tyler Lindorff    | Michael Potter       | Peter Livingstone   |
| 2020-2021 | No se disputó     | No se disputó        | No se disputó       |
| 2022      | Brady Gilmore     | Dylan George         | Matthew Dinham      |
| 2023      | Liam Walsh        | Brady Gilmore        | Declan Trecize      |
| 2024      | Matthew Greenwood | Jackson Medway       | Jack Ward           |

#### Contrarrelojsub-23
| Edición   | Oro              | Plata                      | Bronce           |
| --------- | ---------------- | -------------------------- | ---------------- |
| 2007      | Matthew Sillars  | Clinton Robert Avery       | Peter Rennie     |
| 2008      | No se disputó    | No se disputó              | No se disputó    |
| 2009      | Michael Matthews | Alex McGregor              | Mat Marshall     |
| 2010      | No se disputó    | No se disputó              | No se disputó    |
| 2011      | Damien Howson    | Nick Aitken                | Aaron Donelly    |
| 2012      | Damien Howson    | Edward Bissaker            | Michael Freiberg |
| 2013      | Damien Howson    | Campbell Flakemore         | Adam Phelan      |
| 2014      | Harry Carpenter  | Campbell Flakemore         | Oscar Stevenson  |
| 2015      | Harry Carpenter  | Daniel Fitter              | Thomas Kaesler   |
| 2016      | Alexander Morgan | Oscar Stevenson            | Michael Storer   |
| 2017      | Liam Magennis    | Jason Lea                  | Cyrus Monk       |
| 2018      | Jake Marryatt    | Liam Magennis              | Jason Lea        |
| 2019      | Liam Magennis    | Alastair Christie-Johnston | Jordan Louis     |
| 2020-2021 | No se disputó    | No se disputó              | No se disputó    |
| 2022      | Logan Currie     | Dylan George               | Keegan Hornblow  |
| 2023      | Brady Gilmore    | Hamish McKenzie            | Oliver Bleddyn   |
| 2024      | Jackson Medway   | Lucas Murphy               | Guy Yarrell      |

### Competiciones femeninas

#### Ciclismo en ruta
| Edición          | Oro               | Plata                 | Bronce           |
| ---------------- | ----------------- | --------------------- | ---------------- |
| 2007 (mayo)      | Kathryn Watt      | Carla Ryan            | Peta Mullens     |
| 2007 (noviembre) | Rochelle Gilmore  | Joanne Kiesanowski    | Emma Crum        |
| 2009 (febrero)   | Alexis Rhodes     | Ruth Corset           | Rochelle Gilmore |
| 2009 (noviembre) | Bridie O'Donnel   | Karen Fulton          | Rochelle Gilmore |
| 2011             | Shara Gillow      | Bridie O'Donnell      | Chloe McConville |
| 2012             | Gracie Elvin      | Shara Gillow          | Rachel Neylan    |
| 2013             | Katrin Garfoot    | Amy Bradley           | Carla Ryan       |
| 2014             | Jessica Allen     | Lisa Keeling          | Shara Gillow     |
| 2015             | Lauren Kitchen    | Lizzie Williams       | Katrin Garfoot   |
| 2016             | Shannon Malseed   | Jessica Mundy         | Lisen Hockings   |
| 2017             | Lisen Hockings    | Shannon Malseed       | Lucy Kennedy     |
| 2018             | Sharlotte Lucas   | Grace Brown           | Mikayla Harvey   |
| 2019             | Sharlotte Lucas   | Justine Barrow        | Kirsty McCallum  |
| 2020-2021        | No se disputó     | No se disputó         | No se disputó    |
| 2022             | Josie Talbot      | Danielle De Francesco | Amber Pate       |
| 2023             | Sophie Edwards    | Matilda Raynolds      | Ruth Corset      |
| 2024             | Katelyn Nicholson | Keely Bennett         | Haylee Fuller    |

#### Contrarreloj
| Edición   | Oro              | Plata             | Bronce            |
| --------- | ---------------- | ----------------- | ----------------- |
| 2007      | Bridie O'Donnell | Dale Tye          | Rachel Mercer     |
| 2008      | No se disputó    | No se disputó     | No se disputó     |
| 2009      | Bridie O'Donnell | Alexis Rhodes     | Vicki Whitelaw    |
| 2010      | No se disputó    | No se disputó     | No se disputó     |
| 2011      | Shara Gillow     | Bridie O'Donnell  | Vicki Whitelaw    |
| 2012      | Shara Gillow     | Gracie Elvin      | Bridie O'Donnell  |
| 2013      | Taryn Heather    | Grace Sulzberger  | Ruth Corset       |
| 2014      | Shara Gillow     | Felicity Wardlaw  | Reta Trotman      |
| 2015      | Katrin Garfoot   | Lauren Kitchen    | Rebecca Mackey    |
| 2016      | Katrin Garfoot   | Bridie O'Donnell  | Kate Perry        |
| 2017      | Lucy Kennedy     | Rebecca Mackey    | Lisen Hockings    |
| 2018      | Grace Brown      | Kate Perry        | Sharlotte Lucas   |
| 2019      | Kate Perry       | Nicole Frain      | Jennifer Pettenon |
| 2020-2021 | No se disputó    | No se disputó     | No se disputó     |
| 2022      | Georgie Howe     | Amber Pate        | Anna Davis        |
| 2023      | Georgia Perry    | Bronwyn Macgregor | Celestine Franz   |
| 2024      | Isabelle Carnes  | Katelyn Nicholson | Maddison Taylor   |